# Green Day
Green Day je ameriška glasbena punk rock skupina, v kateri so trije glavni člani: Billie Joe Armstrong (kitara ter glavni vokal), Mike Dirnt (bas kitara) in Tré Cool (bobni). Skupina je do danes prodala več kot 70 milijonov zgoščenk. Njihov uspeh je vplival na druge svetovno znane bende, kot so Sum 41 in Good Charlotte. 
Do zdaj imajo Green Day štiri Grammy nagrade. (Najboljši punk album - Dookie (1994); Najboljši rock album - American Idiot (2004), Najboljša pesem leta - Boulevard Of Broken Dreams (2005) in Najbolši rock album - 21st Century Breakdown (2009).

## Zgodovina

### Začetek
Billie Joe Armstrong (kitara, vokal) in Mike Dirnt (rojen Mike Pritchard, bas) sta prijatelja že od otroštva in sta naredila svoj prvi bend v Rodeu, (Kalifornija) ko sta bila stara 15 let; bend se je imenoval Sweet Children. Leta 1987, se je k skupini pridružil bobnar Al Sobrante (John Kiffmeyer) in spremenili so ime skupine v Green Day. Tistega leta je skupina izdala njihov prvi singel 1000 Hours, ki je bil dobro sprejet v punk sceni. Kasneje je skupina podpisala pogodbo z založbo Lookout! Records. Prvi album skupine Green Day (1,039/Smoothed Out Slappy Hours), je bil izdan leta 1990. Kmalu po izidu prvega albuma je skupina zamenjala bobnarja Kiftmeyer-ja z Tre-jem Cool-om (rojenim; Frank Edwin Wright III).

### Razvijanje stila in Dookie: 1990 - 1995
Skozi 90ta, so Green Day nadaljevali z glasbo, ki je bila vedno bolj “močna” in v tem stilu so izdali drugi album Kerplunk!. Z uspehom Kerplunka so pridobili veliko zanimanja med založbami; sčasoma so se Green Day odločili, da podpišejo pogodbo z založbo Reprise. Tretji album Dookie je bil izdan leta 1994. Zahvala MTV-ju ki jih je podprl s komadom Longview, je Dookie, postal velika uspešnica. Naslednji veliki hit je bila pesem Basket Case, ki je bila pet tednov na vrhu Ameriške rock lestvice. Na koncu poletja je skupina prevzela show v Woodstocku '94, kar je pomagalo pri prodaji albuma Dookie. Po četrtem singlu When I Come Around, ki je bil 7 tednov na vrhu Ameriške rock lestvice je leta 1995, Dookie prodal 5 milijonov izvodov po celem svetu, do sedaj pa se je prodal v več kot 20 milijonih izvodih. Dookie je leta 1994 dobil Grammy-ja za najboljši punk album. 

### Nadaljevanje slave: 1995 - 2000
Green Day so kmalu po Dookie posneli album Insomniac. Album je bil dobro prodajan, v ZDA je bil prodan v nekaj več kot 2 milijonah izvodih, po svetu pa v okoli 7. Spomladi 1996 je skupina odpovedala turnejo po Evropi. Namesto turneje so nato pisali nove komade. Tako je nastal album Nimrod, po mnenju mnogih njihov najboljši album. 
Nimrod je bil dobro sprejet med kritiki in med poslušalci. Album je prodal čez 80.000 kopij v prvem tednu in pristal med prvimi 10. na Billboard lestvici. Prvi singel od Nimroda je bil Hitchin' A Ride. Ta pesem je prišla med prvih pet pesmi na rock lestvici, in so jo veliko vrteli na MTV-ju. Naslednji singel, je prišel na drugo mesto in je verjetno najbolj znana pesem Good Riddance (Time Of Your Life). Vrteli so jo celo na zadnji TV-oddaji Seinfeld. Nimrod se je prodal v nekaj več kot 2 milijonih izvodih. Ta album jim je prinesel zelo veliko spoštovanja v glasbenem svetu, zaradi kakovosti glasbe. Kupljen je bil v 5 milijonih izvodih.

### Padec slave: 2000 - 2004
Album Warning je bil izdan jeseni leta 2000. Uspešnica z njega je bila Minority, ki je zasedla prvo mesto na ameriški rock lestvici. Album pa je bil precej slabše prodajan, saj je so ga po svetu kupili v okoli milijon izvodih. To je tudi nakazovalo na vidni padec Green Day-ove slave, kajti njihove pesmi se niso tako vrtele kot so se tiste z Dookie-ja. Warning-u je sledil live album International Superhits izdan leta 2001 in nato American Idiot izdan 21. Septembra 2004. 

### American Idiot: 2004
Ker so material za njihov sedmi album ukradili, so začeli Green Day-ovci na novo ustvarjati popolnoma nov album. Trud se jim je vsekakor poplačal. Izdali so album American Idiot, ki je postal eden najboljših albumov leta 2004. Z njim so Green Day obnovili svojo staro slavo. Koncepten album American Idiot je udaril s pesmijo American Idiot po vsem svetu, naslednja pesem je bila Boulevard of Broken Dreams, ki je tudi njihova najbolj znana pesem, Holiday pa je bil že kar tretji singel z albuma, ki se je uvrstil na prvo mesto ameriške rock lestvice. Zelo uspešni sta bili tudi pesmi Wake Me Up When September Ends in Jesus Of Suburbia. Cel album pa je zvenel drugače kot ostali pred njim. Zvoki na njem so nekako trši, na njem pa lahko najdemo veliko več pop rocka, kot pa na prejšnih albumih.
Uspešnost albuma American Idiot je potrdila tudi zelo uspešna svetovna turneja leta 2004/05 in mnoge nagrade, ki so jih prejeli za album, posamezne pesmi in videospote. Med drugim so dobili tudi dva Grammy-ja za pesem Boulevard Of Broken Dreams in za album American Idiot.
V letu 2006 je skupina Green Day v sodelovanju s prav tako svetovno znano skupino U2 posnela priredbo pesmi škotske skupine The Skids The Saints are Coming.
Njihov projekt iz leta 2007 pa je bila priredba pesmi »Working Class Hero« Johna Lennona. Izdana je na kompilaciji Instant Karma: The Amnesty International Campaign to Save Darfur.
Proti koncu leta 2008 je v javnost prišla novica, da Green Day razpadajo, ker Billie Joe ni hotel več nastopati na velikih koncertih. A ostalo je le pri besedah. 

### 21st Century Breakdown: 2009 - 2010
Producent osmega studijskega albuma je bil Butch Vig. Premor Green Day-a je bil med albumom American Idiot in 21st Century Breakdown največji. Člani so pesmi ustvarjali že od januarja 2006. Do oktobra 2007 je imel Armstrong napisanih že okoli 45 pesmi. Pisanje in snemanje pesmi je bilo končano v Aprilu leta 2009. 21st Century Breakdown je izšel 15. 5. 2009. Zgodba se odvija med dvema glavnima osebama, Christianom in Glorio.
Album je dobil večinoma pozitivne odzive, ocenjen je bil od 3 do 4 zvezdice.
Po albumu je sledila turneja, ki se je začela julija 2009 in je trajala do konca leta 2009 in še v začetku leta 2010. 

### Revolution Radio: (2016 - )
Green Day so po 21st Century Breakdown izdali svoj 12 studijski album. 7. oktobra 2016 je Revolution Radio izdala založba Reprise Records. Vsebuje 12 pesmi. 26. septembra se je začela tudi Revolution Radio turneja. 
Green Day so prišli v Slovenijo, in sicer 6. junija 2017. 

## Diskografija

### Studijski albumi
- 1,039/Smoothed Out Slappy Hours (1990)
- Kerplunk! (1992)
- Dookie (1994)
- Insomniac (1995)
- Nimrod (1997)
- Warning (2000)
- American Idiot (2004)
- 21st Century Breakdown (2009)
- ¡Uno!  (2012)
- ¡Dos!  (2012)
- ¡Tré!  (2013)
- Revolution Radio (2016)
- Father of All Motherfuckers (2020)
- Saviors (2024)

### Live albumi
- International Superhits! (2001)
- Shenanigans (2002)
- Bullet in a bible (2005)
- Awesome as Fuck (2011)